# بيت عربي تقليدي
البيوت العربية التقليدية هي البيوت القديمة التي سكنها العرب حتى بداية القرن العشرين. تطورت تصاميم هذه البيوت عبر الزمن وتغيرت مسميات العناصر عدة مرات بتغير اللغات واللهجات وتأثير المحتلين أو الأقوام غير العربية المقيمة مع العرب.

## التخطيط العام
يتوجه البيت العربي نحو الداخل، للبيت صحن أو أكثر تتوجه نحوه الفتحات والشبابيك ومعظم الأبواب وتقام معظم نشاطات أهل البيت فيه أو حوله، الصحن في البيت العربي هو قلب البيت ومحوره. بأبسط أشكاله يكون الصحن مربع أو مستطيل الشكل يحيط به رواق ويتوسطه حوض ماء أو نافورة وربما قمرية. يكون الدخول إليه عن طريق مجاز.
يختلف عدد الطوابق في البيوت حسب مواقعها الجغرافية، معظمها في طابقين مثل البيوت في مدن سورية والعراق ودول الخليج العربي، أربعة أو خمسة كما في مكة وبعض مناطق الحجاز أو حتى سبعة طوابق كما في اليمن. في المناطق الريفية تكثر البيوت ذات الطابق الواحد.
بصورة عامة تكون البيوت ملتصقة ببعض بحيث أن للبيت واجهة واحدة فقط غير ملتصقة بالجيران، إلا إذا كان البيت على تقاطع شارعين. من هذه الواجهة الوحيدة اعتاد أهل المشرق العربي تغليف الفتحات في الطابق الأول وما فوقه بالمشربيات كما في دمشق أو الشناشيل كما في العراق، أما في المغرب العربي فلم ينتشر استخدام المشربيات كثيرا إلا أن الشبابيك كانت تغلف أيضا بالخشب المشغول. على الطابق الأرضي تطل على الشارع شبابيك المجلس فقط، وقد توضع دكة عند الباب الذي يفتح على المجاز.
واجهات الصحن في الطوابق العلوية إما أن تغطى بالمشربيات أو تحاط برواق آخر فوق الرواق الأسفل تطل عليه شبابيك الغرف المختلفة والأواوين.
بالإضافة إلى المجلس، يكون للبيت غالبا قاعات وغرف أخرى للاستقبال، خصوصا استقبال النساء والعائلة وغرف معيشة للأسرة. غرف النوم ليست كثيرة عادة بل أن المعتاد أن أكثر من شخص ينامون في مكان واحد. للبيت عادة مرحاض وفي بيوت العائلات الأكثر ثراء يوجد حمام أو أكثر غالبا في الطابق الأرضي أو تصف واحد فوق الآخر إن كانت في طوابق متعددة.
البيوت التقليدية في المغرب بالإضافة لما سبق تتوفر على مطبخ يرتبط مع الصحن بمجاز وقد يتوفر على حجرة صغيرة للخدم. وهناك ما يسمى بالخربة وهي مأوى الدواب تقوم بوظيفة المرآب في البيوت الحديثة.

## مواد وأساليب البناء
تختلف مواد البناء حسب المنطقة إذ أنها غالبا ما تكون محلية إلا أن استخدام الطوب أو الطابوق شائع جدا. في دمشق يستخدم الحجر الملون بكثرة، وفي سواحل الخليج العربي يكثر استخدام حجر المرجان المستخرج من البحر كما في دبي. يعتمد في البناء على الجدران الحاملة كنظام بناء رئيسي مع كثرة استخدام مختلف أنواع الأقبية للتسقيف بالرغم من أن السقوف الخشبية تستخدم أيضا لرخصها وسهولة بناءها مقارنة بالأقبية، إلا أن عمرها قصير أيضا بالمقارنة.
المشربيات والشبابيك والأبواب تكون خشبية وتشتهر عدد من المدن العربية بصناعتها، ويستورد الخشب من مناطق مختلفة حسب قرب الموقع وثراء صاحب البيت إذ أن الخشب الصالح للبناء وتصنيع الأثاث غير متوفر.
تطلى البيوت عادة بالشيد ثم تصبغ بالألوان الفاتحة من داخل الغرف، الواجهات الخارجية قد تطلى وتصبغ كما في اليمن والمغرب العربي، أو قد تترك كما في الشام والعراق، هذا يعتمد على الطراز السائد للواجهات في المنطقة. البيوت الفقيرة عادة لا تبلط الأرض، بل تسوي التراب وتغطيه بالحصائر، في البيوت المتوسطة تبلط الأرض عادة بالطابوق الفرشي أو حجر والأكثر ثراء قد يستخدمون الرخام والفسيفساء كما في البيت الدمشقي.

## الاستخدام
البيوت العربية التقليدية تستخدم عادة موسميا، أي أن الغرف يتغير استخدامها حسب الموسم. الغالب هو الاستخدام التالي:
- في الصيف: يستخدم السطح للنوم ليلا والسرداب للقيلولة، يستخدم الصحن للجلوس مساء والغرف في الطابق الأرضي والسرداب للنشاطات النهارية. تستخدم الغرف في الطابق العلوي للخزن.
- في الشتاء: تستخدم الغرف في الطابق العلوي للنوم ليلا أو نوم القيلولة، تستخدم الغرف في الطابق السفلي للمعيشة والجلوس ليلا أو نهارا، يستخدم السرداب للخزن والصحن للنشاطات النهارية.

يجب ملاحظة أن هذا الاستخدام قد يختلف قليلا من منطقة إلى منطقة باختلاف المناخ والبيئة الجغرافية.

## ميزات أخرى

### الخصوصية
تصميم البيوت العربية التقليدية يحافظ على الخصوصية بدرجة واضحة، التخطيط العام يجعل التوجه نحو الداخل فلا يطل البيت على الجيران ولا يطل الجيران عليه. وضعية وتصميم المجاز يسمح للضيوف بالدخول بدون لمح البيت من الداخل كما أن غرف استقبال الرجال نادرا ما تطل على الداخل بل تطل على الشارع. غرف الطابق العلوي مغطاة إما بالمشربيات أو بتصاميم أخرى مشابهة تمنع الناظر من رؤية ما بداخل الغرف بالرغم من فتح الشبابيك والسماح للضوء والهواء بالدخول.
الصحن، الذي له تاريخ قديم وفوائد أخرى، يعطي البيت حديقة خاصة بعيدة عن أعين الجيران والغرباء ويسمح لأهل البيت التحرك بحرية بين الداخل والخارج مع الاحتفاظ بالخصوصية التامة.

### الموائمة البيئية
بالرغم من أن المناخ قد يختلف قليلا من منطقة إلى أخرى في الوطن العربي، إلا أن المناخ بصورة عامة صحراوي جاف مع وجود بعض المدن ذات الرطوبة العالية في المناطق الساحلية. الطقس بصورة عامة يميل إلى الحرارة صيفا والبرودة شتاء مع استثناءات قليلة. هذا المناخ شبه الموحد أدى إلى معالجات بيئية متشابه في المناطق المختلفة.
المعالجات البيئية تكون عادة شاملة، أي أن معالجة الشارع هو جزء من معالجة البيوت. الشوارع في المدن العربية تكون ضيقة ومتعرجة ومغطاة بالمشربيات وغيرها من أساليب التسقيف الجزئية. هذا يؤدي إلى ارتفاع الضغط وانخفاض درجة الحرارة فيها. الصحون في البيوت تكون واسعة نسبيا ومكشوفة ومعرضة للشمس، وهذا يؤدي إلى ارتفاع درجة الحرارة وانخفاض الضغط فيها. هذا بدوره يؤدي إلى انسياب الهواء من الأزقة إلى الصحون في البيوت خلال المشربيات والمجازات وارتفاع الهواء الحار في الصحون إلى أعلى مكونة تيارا يخترق غرف البيت المختلفة.
هذه هي الفكرة العامة، بعض التفاصيل تضيف معالجات بيئية تقوي هذه الحركة، ملاقف الهواء مثلا تتلقف الهواء من الأعلى وتدفع به إلى الأسفل، وبسقي نبات العاقول الصحراوي المعلق على فتحات الملاقف تعمل الملاقف عمل مبردات الهواء.